# Museo Arqueológico de Thrissur
El Museo Arqueológico de Thrissur es un museo arqueológico y de arte situado en la ciudad de Thrissur, en el estado de Kerala, India. El museo está ubicado en el complejo del zoológico de Thrissur.

## Historia
En 1938, el Museo Arqueológico se inició como una galería de arte con el nombre de Sree Mulam Chithrasala bajo los auspicios del gobierno de Cochín. La galería se inició en una sección del ayuntamiento de Thrissur, en la ciudad topónima.
En 1948, una galería arqueológica se adjuntó a la pinacoteca.
En 1975, el departamento de arqueología compró un edificio en Chembukavu, en la ciudad de Thrissur y la galería arqueológica y de arte fueron trasladadas al nuevo edificio renombrándose como el Museo Arqueológico de Thrissur, denominado así hasta la actualidad.

## Colecciones

### Tipología
El museo alberga diferentes tipologías:
- Estatuas de tamaño natural de personalidades famosas y eminentes.
- Modelos de templos antiguos.
- Monumentos.
- Antiguos manuscritos escritos en hojas de palmera secas.
- Megalitos consistentes en ollas de barro.
- Urnas funerarias (Nannangadi).
- Artículos ornamentales.
- Herramientas de la Edad de Piedra.

### Yacimientos
Los diferentes materiales del Museo proceden de las siguientes excavaciones:
- Excavación de la civilización del valle del Indo y Harappa.
- Excavación en zonas megalíticas.
- Excavación de Cheraman Parambu (Kodungallur).

### Cronología
La situación cronológica de los diferentes artículos que se pueden encontrar en el Museo se sitúan entre las siguientes épocas:
- Esculturas de piedra originarias del siglo X hasta el siglo VII.
- Esculturas de bronce originarias del siglo XII hasta el siglo XVIII.

### Situación
Los diferentes componentes que forman parte del Museo son originarios de las siguientes zonas:
|                      |
| Distrito de Thrissur |

|                     |
| Distrito de Wayanad |

|                      |
| Distrito de Palakkad |